# CATIC
Tổng công ty xuất nhập khẩu hàng không quốc gia Trung Quốc (China National Aero-Technology Import&Export Corporation – CATIC) là một công ty quốc phòng của chính phủ Trung Quốc hoạt động chính trong lĩnh vực kinh doanh các sản phẩm quốc phòng.

## Lịch sử
CATIC, được thành lập năm 1979, là liên doanh thuộc  sở hữu của Tập đoàn Công nghiệp hàng không Trung Quốc 1 (AVIC I) và Tập đoàn công nghiệp hàng không Trung Quốc 2 (AVIC II). Sau khi AVIC I và AVIC II sáp nhập thì CATIC thuộc sở hữu của Tập đoàn công nghiệp hàng không Trung Quốc.
Các hoạt động kinh doanh cốt lõi của CATIC được quản lý bởi trụ sở chính đặt tại Bắc Kinh. Như một đại lý ủy quyền kinh doanh các sản phẩm hàng không, CATIC đã xuất khẩu máy bay chiến đấu, máy bay huấn luyện, máy bay ném bom, trực thăng, máy bay vận tải, máy bay hàng không nói chung và các thiết bị liên quan đến hàng không cũng như các thiết bị hỗ trợ mặt đất cùng các thành phần và phụ tùng khác tại hơn 30 quốc gia. Thông qua hợp tác đa quốc gia, CATIC đã đầu từ và phát triển các loại máy bay hiệu suất cao như máy bay huấn luyện K-8, máy ba chiến đấu JF-17 và máy bay trực thăng EC-120.
Các công ty  con khác của CATIC tại Bắc Kinh, Thượng Hải, Quảng Châu, Thâm Quyến, Chu Hải, Hạ Môn, Phúc Kiến, Hàng Châu, Đại Liên và Cáp Nhĩ Tân thị tập trung vào các việc kinh doanh phi hàng không như thương mại,  tài chính, địa ốc, khách sạn và quản lý bất động sản, đấu thầu công, phụ kiện máy móc, xây dựng dân dụng, logistics, đầu tư, cho thuê, thương mại điện tử, ... Sản phẩm chính của các công ty này bao gồm tàu thủy, máy xây dựng dân dụng, máy chế biến thực phẩm, thiết bị y tế, ô tô, xe máy, xe đạp và các dịch vụ dự phòng khác. Ngoài ra, CATIC còn ký các hợp đồng xây dựng quốc tế ở các quốc gia và khu vực ở Châu Á, Châu Phi và Trung Đông.
CATIC là chủ sở hữu của một số thương hiệu và doanh nghiệp nổi tiếng như: đồng hồ FIYTA, mà hình LCD Tianma, chuỗi trung tâm mua sắm Tianhong, Công ty chứng khoán Giang Nam, ...

## Máy bay
Danh sách các máy bay trong danh mục sản phẩm của công ty này bao gồm: Shenyang J-5, Nanchang CJ-6, Chengdu F-7, FT-7, JF-7 Thunder, Harbin Z-9, Hongdu K-8, Shaanxi Y-8, Harbin Y-12, Xian MA60